# Alexéi Yunin
Alexéi Yunin –en ruso, Алексей Юнин– (1985) es un deportista ruso que compitió en patinaje de velocidad sobre hielo. Ganó una medalla bronce en el Campeonato Mundial de Patinaje de Velocidad sobre Hielo en Distancia Individual de 2007, en la prueba de persecución por equipos.

## Palmarés internacional
| Campeonato Mundial en Distancia Individual | Campeonato Mundial en Distancia Individual | Campeonato Mundial en Distancia Individual | Campeonato Mundial en Distancia Individual |
| Año                                        | Lugar                                      | Medalla                                    | Prueba                                     |
| ------------------------------------------ | ------------------------------------------ | ------------------------------------------ | ------------------------------------------ |
| 2007                                       | Salt Lake City (Estados Unidos)            | Medalla de bronce                          | Persecución por equipos                    |